# 파벨 포스티셰프
파벨 페트로비치 포스티셰프(러시아어: Па́вел Петро́вич По́стышев; 1887년 18 September(율리우스력 6 September) – 1939년 2월 26일)는 소련의 정치인, 국가 및 소련 공산당 당료이자 당 선전가였다. 그는 이오시프 스탈린의 측근이었으나, 대숙청의 희생자가 되었다.
2010년, 키예프 법원은 1930년대 초 우크라이나에서 발생한 대기근인 홀로도모르를 야기한 데 대한 공모를 이유로 포스티셰프를 사후 복권시키기를 거부했다.

## 초기 경력
포스티셰프는 블라디미르현의 이바노보-보즈네센스크에서 러시아인 직조공의 가족으로 태어났다.
그는 1904년부터 러시아 사회민주노동당 당원이었고, 나중에 볼셰비키 파벌에 합류하여 당 조직가로서 불법적으로 전업 활동을 했다. 1908년 4월 24일(구력)에 체포되어 블라디미르 중앙 교도소에서 4년을 보냈고, 그 후 이르쿠츠크주 지역으로 추방되었다. 10월 혁명 기간 동안 그는 이르쿠츠크를 볼셰비키 통제하에 두는 데, 그리고 극동 공화국을 창설하는 데 중요한 역할을 했다. 1923년, 그는 중부 우크라이나의 키예프현 공산당 위원회 조직을 감독하기 위해 우크라이나로 전근되었다. 1925년, 포스티셰프는 우크라이나 공산당 (볼셰비키) 또는 CP(b)U 중앙위원회 비서가 되었다. 1926년부터 1930년까지 그는 우크라이나 공산당 정치국 및 조직국 위원이었다. 1927년 12월 제15차 전연방 공산당 (볼셰비키) 대회에서 그는 중앙위원회 위원으로 선출되었다.
1930년 7월, 포스티셰프는 선전 및 조직을 담당하는 중앙위원회 비서로서 모스크바로 전근되었다. 이 시기는 이오시프 스탈린이 농민들을 집단 농장으로 강제 동원하는 정책을 밀어붙이면서 소련 전역의 시골이 격변하던 시기였다. 1930년 5월, 프라우다는 집단화가 너무 빨리 추진되고 있다고 불평하는 우크라이나 당 관료들을 비난하는 포스티셰프의 기고문을 게재했다.
모스크바에서 그는 정치국 위원은 아니었지만 핵심 지도부의 일원이었다. 러시아 연방 정부 의장인 세르게이 시르초프는 1930년 11월에 "모든 것이 소수의 집단에 의해 정치국 뒤에서 결정된다"고 불평했는데, 그는 이 집단에 포스티셰프가 포함되어 있고, 클리멘트 보로실로프와 야니스 루주탁스와 같은 명목상 더 상위 인물들은 제외되었다고 말했다.
1932년 12월, 그는 곡물 수집에 특히 어려움이 있는 볼가 하류 지역으로 파견되었다. 발라쇼프스키 구역의 한 지방 관리인이 "우리는 체질하거나 타작할 것이 아무것도 남아 있지 않다"고 불평하자 포스티셰프는 즉시 그를 해고했다. 6월 12일, 지역 당 위원회는 포스티셰프의 도움이 없었다면 곡물 조달 목표를 달성하지 못했을 것이라고 진술했다. 체포와 식량 부족으로 인해 18개월 동안 그 지역의 인구는 약 100만 명 감소했다.

## 홀로도모르에서의 역할
1932년 9월 18일, 포스티셰프는 강제 집단화로 인해 대규모 기근이 발생하고 있다는 경고에도 불구하고 우크라이나 당 지도부에 곡물 수출 할당량을 충족하라고 명령하는 전보를 보냈다. 이것은 키예프 항소법원이 포스티셰프에게 사후 대량 학살 유죄 판결을 내릴 때 인용한 첫 번째 증거였다. 그 달 말, 그는 곡물 수집을 강제하기 위해 우크라이나로 돌아왔고, 드니프로페트로우스크주에서 시작했다.
1933년 1월 24일, 포스티셰프는 우크라이나 공산당 중앙위원회 제2서기이자 하르키우 시 및 하르키우주 당 조직의 제1서기로 임명되었다. 명목상으로는 제1서기인 스타니스와프 코시오르보다 하급이었지만, 그는 "스탈린의 직접적인 특사, 즉 우크라이나의 일종의 총독"으로 기능했다. 포스티셰프는 곡물 할당량 증대에 대한 스탈린의 체계적인 강제 집행에 있어 "볼셰비키 경계심 부족"을 이유로 우크라이나 공산주의자들을 비판했다. 그의 당 활동가들은 농장과 가정을 통해 잔혹한 캠페인을 벌였고, 의심되는 은신처를 찾고 모든 곡물을 압수했으며, 그들이 마주친 기아를 무시했다. 1932-33년 기근으로 수백만 명이 사망했다.
포스티셰프가 우크라이나 시골을 처음 둘러볼 때, 그는 18세 아들 발렌틴을 데리고 갔다. 청년은 기아의 광경에 너무나 괴로워했고, 아버지는 집에 돌아왔을 때 가족을 모아 집에선 반당적 대화를 하지 말라고 명령했다.
포스티셰프가 돌아오기 전, 공산당은 학교에서 우크라이나어 사용을 장려하거나 적어도 허용했으며, 대학에서 우크라이나 역사와 언어를 가르치는 것을 장려하거나 적어도 허용했다. 볼셰비키의 초기 지역 자치 장려 및 소수 민족 지원 노력은 해당 집단 내에서 지지를 독점하고 반공 민족주의자들의 태동하는 노력을 약화시키려는 의도였다.
대학교 과정은 1933년 1월에 폐쇄되었고, 6월에는 포스티셰프가 우크라이나 교육인민위원 미콜라 스크리프니크를 "페틀류라 돼지"가 통제권을 얻도록 허용하여 학교와 대학을 "파괴"했다고 비난했다. – "그리고 당신은 종종 그들을 변호했다." 스크리프니크는 얼마 지나지 않아 자살했다.
이것은 "민족주의 반혁명가들의 소굴"을 겨냥한 숙청의 시작이었는데, 교육, 농업, 법률 노동자 인민위원부를 물론 신문, 잡지, 백과사전, 영화 스튜디오까지 포함하여 15,000명 이상의 공무원이 "민족주의" 혐의로 제거되었고, 수천 명의 작가, 학자, 철학자, 예술가, 음악가, 편집자들이 노동 수용소로 추방되거나 처형되거나 단순히 사라졌다. 작가 미하일로 얄로비와 "민족 공산주의자" 올렉산드르 슘스키가 체포되었고, 작가 미콜라 흐빌로비는 자살하여 체포를 피했다. 다른 많은 사람들은 모스크바 지시에 따라 일함으로써 비난을 피했다.
우크라이나 공산당도 목표가 되었다. 대숙청의 서곡으로, 포스티셰프는 237명의 지구 당 위원회 비서와 249명의 지구 집행 위원회 의장의 해고를 강요했다. 그의 우크라이나 첫 해에 거의 10만 명의 당원이 추방되었고, 1938년까지 추가로 16만 8천 명이 추방되었다. 포스티셰프는 그의 보고서에서 대다수가 추방되거나 총살되었다고 썼다. 최고위층은 정교한 공개 재판에 끌려갔다.
1933년 이후 숙청이 진행되면서 소련 전역의 수백만 명에게 영향을 미쳤을 때, 포스티셰프의 탄압은 "우크라이나화자", "민족주의자", 집단화 반대자로 인식되는 사람들을 넘어 확산되었다. 결국 그것은 쿨라크, 성직자, 반볼셰비키 군대에 속했던 사람들, 심지어 해외를 여행했거나 갈리치아에서 이민 온 우크라이나인과 같은 전체 계급의 청산으로 이어졌다.
1934년 2월, 포스티셰프는 정치국의 후보 위원으로 선출되었다. 1934년-1937년, 우크라이나 수도가 하르키우에서 키예프로 옮겨진 후, 그는 키예프 당 위원회 제1서기였다. 이 역할에서 그는 도시의 "사회주의 재건"을 감독했는데, 이는 교회와 기념물, 정교회 및 유대인 묘지의 파괴를 포함했다.
포스티셰프는 소련에서 신년 트리 전통을 부활시킨 것으로 알려져 있다. 1935년 12월 28일 프라우다에 실린 포스티셰프의 편지는 학교, 어린이집, 청소년 피오네르 궁전, 어린이 클럽, 어린이 극장, 영화관에 신년 트리를 설치할 것을 요청했다.

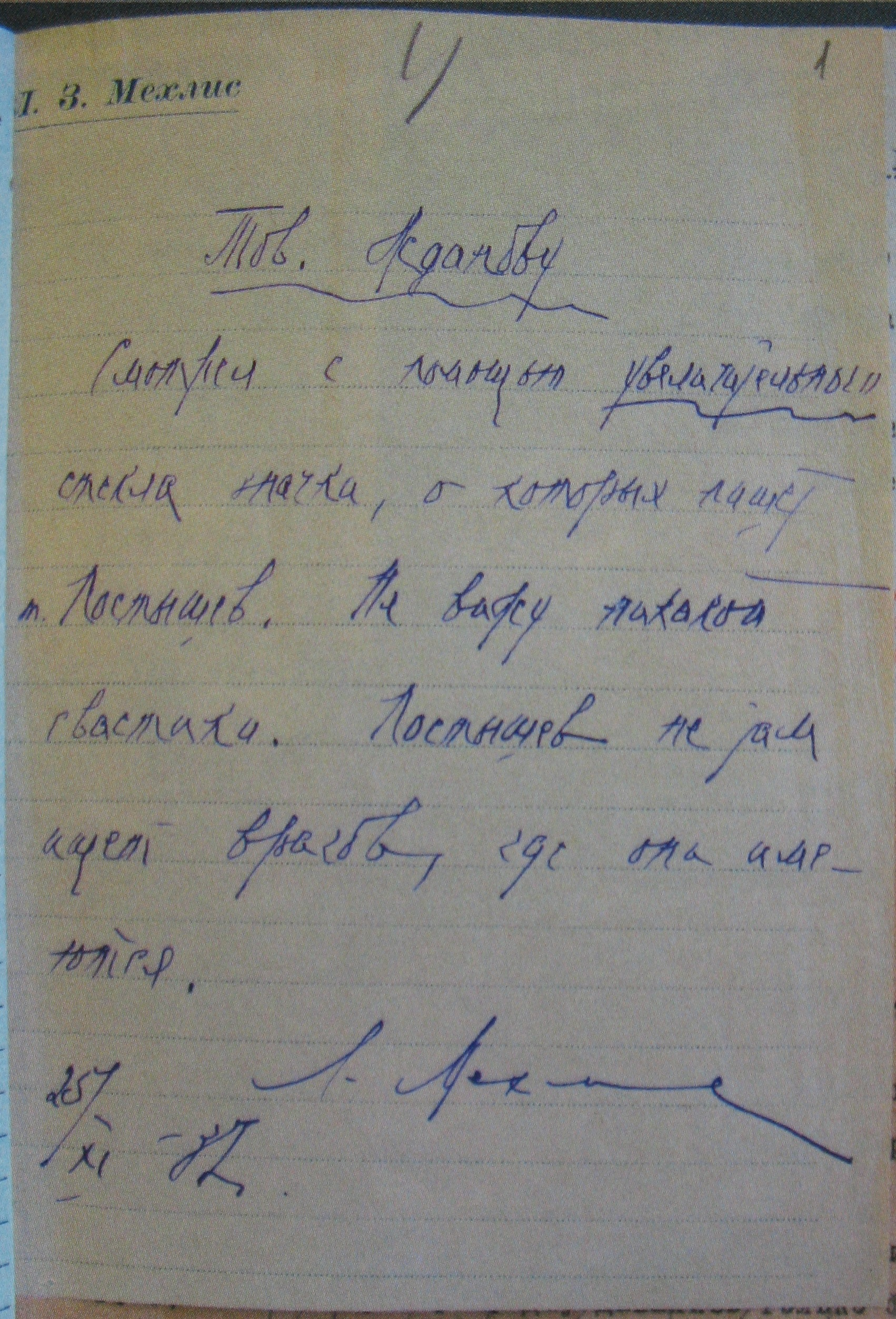
레프 메흘리스가 즈다노프에게 보낸 편지: "포스티셰프는 적들을 그들이 있는 곳이 아니라 다른 곳에서 찾는다."

## 몰락
대숙청이 시작될 때, 포스티셰프는 살아남아 이득을 볼 수 있는 유리한 위치에 있는 것처럼 보였다. 1936년 8월 모스크바 공개 재판의 피고인들은 스탈린, 사망한 세르게이 키로프, 포스티셰프를 포함한 여덟 명의 주요 공산주의자를 암살할 계획을 세웠다고 자백하도록 강요받았다.
그러나 1937년 1월 그는 다른 직책은 유지한 채 키예프 당 조직의 제1서기직에서 해임되었다. 그는 평소의 무자비함으로 당 조직을 숙청했지만, 의심되는 반대자들을 그대로 둔 채 선량한 공산주의자들을 숙청했다고 비난하는 강력한 적들을 얻었다. 1936년 6월 중앙위원회 전원회의에서 니콜라이 예조프, 그의 이름은 대숙청 또는 '예조프시나'와 동의어가 될 터인데, 그는 키예프에서 무고한 공산당원들을 박해했다고 비난했지만 자세한 내용은 밝히지 않았다. 11월, 스탈린은 니콜라옌코라는 여성의 사건을 맡았는데, 포스티셰프는 그녀가 일련의 악의적인 고발을 했다는 이유로 키예프 당에서 추방시켰다. 그녀는 복직되었지만, 몇 년 후 스탈린 사망 후 "최악의 중상모략가 중 한 명"으로 비난받았다.
집단화 반대 세력을 이끌었던 니콜라이 부하린과 알렉세이 리코프의 운명을 결정했던 1937년 2월 중앙위원회 결정적인 전원회의에서 포스티셰프는 그들이 자신을 변호하려 할 때 계속해서 야유를 보냈고 두 사람 모두를 체포하고 총살할 것을 투표했다. 그러나 1956년 니키타 흐루쇼프가 제20차 당 대회에서 그의 '비밀 연설'을 했을 때, 그는 같은 전원회의에서 포스티셰프가 최근 우크라이나에 기반을 둔 공산당 관리 카르포프의 체포에 항의했으며, 그는 카르포프가 트로츠키주의자로 잘못 기소되었다고 주장했다고 말했다. 격렬한 언쟁 속에서 스탈린은 "도대체 당신은 무엇인가?"라고 요구했고,
포스티셰프는 "나는 볼셰비키입니다, 스탈린 동지, 볼셰비키입니다"라고 답했다.
1937년 3월 17일, 포스티셰프는 우크라이나에서의 직책에서 해임되고 쿠이비셰프(사마라주) 지역당 위원회 제1서기로 임명되었는데, 이는 그의 "실수를 바로잡을" 기회로 여겨지는 대폭적인 강등이었다. 그는 "비볼셰비키적인 업무 방식"과 키예프 당 조직에서 트로츠키주의자들이 번성하도록 허용했다는 혐의를 받았다. 포스티셰프가 책임진 쿠이비셰프는 "다른 지역에서도 유례를 찾기 힘든 잔혹성으로 '적들'을 숙청했다. 포스티셰프는 ... 검사와 수사관이 8년 또는 10년의 구금이 충분하다고 생각한 경우에도, 서명을 위해 자신에게 보내진 많은 형벌을 사형으로 변경했다." 그는 3,300명의 당원을 추방하고 65개 지구당 위원회 중 35개를 해산시켰다. 한 지구에서는 200명의 공산당원 중 64명이 추방되었다.
1938년 1월, 포스티셰프는 중앙위원회에 불려나가 두 번째로 무고한 공산주의자들을 박해했다는 비난을 받았다. 그는 "소비에트와 당 지도부는 최상위의 지역 지도부에서 최하위의 지구 지도부까지 적의 손에 있었다"는 이유로 자신을 변호했다. 그는 쿠이비셰프에서의 직책에서 해임되었고, 1938년 2월 21일에 체포되었다. 그의 체포는 레프 메흘리스의 고발 이후 이루어졌는데, 메흘리스는 포스티셰프의 탄압이 자신에게 영향을 미칠까봐 두려워했다. 감옥에서 포스티셰프는 1920년부터 일본의 스파이였으며, 1934년부터 우크라이나에서 활동하는 '반혁명 우익-트로츠키주의 조직'의 일원이었다고 '고백'했다. 그를 심문한 NKVD 장교 K.I.체르펜토는 나중에 포스티셰프의 '고백'이 심문관들에 의해 작성되었고 그에게 서명하도록 주어졌다고 시인했다. 그 문서를 보기 전까지 그는 무엇을 고백해야 할지 몰랐다고 한다.
포스티셰프는 1939년 2월 21일 부티르카 감옥에서 총살당했고 모스크바의 돈스코예 공동묘지에 묻혔다. 니키타 흐루쇼프는 뱌체슬라프 몰로토프와 니콜라이 예조프와 함께 우크라이나에서 포스티셰프의 직책을 맡게 되었다. 흐루쇼프에 따르면, 흐루쇼프는 모스크바의 지명을 받아야 했고, 포스티셰프가 해임된 후 CP(b)U의 전체 중앙위원회가 "티끌 하나 없이 숙청"되었기 때문에 선출될 수 없었다.

## 가족
포스티셰프는 시베리아에서 첫 번째 아내인 아나스타샤 코노발로바와 결혼했다. 그들은 첫 아들 발렌틴(1916–1938)을 낳았다. 처음에 우크라이나 농민들의 비참한 상황에 괴로워했던 발렌틴은 나중에 예이스크의 항공 학교에 등록하여 학교 콤소몰 조직의 비서로 임명되었다. 그는 아버지의 무자비함을 본받게 되었다고 전해진다. 그는 아버지와 같은 날인 1938년 2월 21일에 체포되었다. 한 출처에 따르면, 그는 1938년 8월 26일, 23세의 나이로 총살당했다고 하지만, 그가 콜리마 (지역)의 노동 수용소에 있었고, 노동을 거부했다는 이유로 사형을 선고받아 총살되었다는 보도도 있다.
포스티셰프의 두 번째 아내인 타티아나 세묘노브나 포스톨로프스카야(1899–1938) 또한 구 볼셰비키이자 고위 공산당원이었다. 1934년, 그녀는 전우크라이나 과학 연구 마르크스-레닌주의 연구소 연합 당 위원회 비서로 임명되었다. 1935년 2월, 아내가 포스톨로프스카야의 선동으로 당에서 추방된 M. 가린이라는 공산주의자는 스탈린에게 그녀가 "지능이나 경험 면에서 뛰어나지 않지만" 포스티셰프와 결혼했다는 이유로 "무제한적인 권위"를 행사한다고 불평하는 편지를 썼다. 그녀는 1937년 초 공산당에서 추방되었다. 그녀는 남편과 같은 날 체포되었고, 1938년 8월 26일에 총살당했다.
그들에게는 두 아들이 더 있었다. 레오니드(1920–2008)는 1939년에 체포되어 굴라크에서 10년 형을 선고받았지만, 살아남아 1955년에 유죄 판결이 뒤집혔고 저명한 경제학자가 되었다. 블라디미르(1922년생)는 1938년 8월 22일 체포될 당시 15세 또는 16세였다. 1939년, 그는 "사회적으로 위험한 인물"이라는 이유로 굴라크에서 5년 형을 선고받았다. 그 형기를 마친 후, 그는 재체포되어 추가로 10년 형을 선고받았다. 1955년 아버지의 "복권" 시기에 살아남은 두 형제가 만났을 때 서로 알아보지 못했다는 이야기가 있다. 당시 30대였던 블라디미르는 얼마 지나지 않아 사망했다.

## 유산
포크로우스크 시는 잠시 (1934–1938년) 그를 따서 포스티셰보(우크라이나어로는 포스티셰베)라고 불렸다. 그의 권력 상실과 이후 처형으로 인해 도시의 이름이 바뀌었다. 폴타바의 축구 클럽도 잠시 그의 이름을 따서 명명되었으며, 그 클럽을 소유한 공장도 마찬가지였다.
포스티셰프는 1955년 6월 1일 복권되었다.

## 자료
- 마고치, 폴 로버트 (1996). 우크라이나 역사. 토론토: 토론토 대학교 출판부. ISBN 0-8020-0830-5.
- 수브텔니, 오레스트 (1988). 우크라이나: 역사, 초판, 토론토: 토론토 대학교 출판부. ISBN 0-8020-8390-0.